# Hemigaleus australiensis
Espèce
Statut de conservation UICN

 LC  : Préoccupation mineure
Répartition géographique
Hemigaleus australiensis est une espèce de requins endémique du nord de l'Australie.